# 柯克蘭 (紐約州)
柯克蘭（英語：Kirkland）是一個位於美國紐約州奧奈達縣的鎮。

## 人口
根據2020年美國人口普查的數據，柯克蘭的面積為87.57平方千米，當中陸地面積為87.44平方千米，而水域面積為0.13平方千米。當地共有人口10075人，而人口密度為每平方千米115人。